# Ryan Saunders
Ryan Philip Saunders (Medina, 28 aprile 1986) è un allenatore di pallacanestro statunitense.

## Biografia
È il figlio del cestista e allenatore Flip Saunders.

## Carriera
Dopo essersi diplomato all'University of Minnesota nel 2008, ha lavorato con i Gophers, come assistente di Tubby Smith, per una stagione. Nel 2009 è passato ai Washington Wizards, con i quali ha avuto un ruolo centrale nello sviluppo di giocatori come John Wall e Bradley Beal; nel 2014 ha fatto ritorno in Minnesota, entrando nello staff tecnico dei Timberwolves. In seguito all'esonero di Tom Thibodeau, il 6 gennaio 2019 è stato nominato tecnico della squadra, dapprima ad interim e, dal successivo 20 maggio, a tutti gli effetti.
Viene esonerato il 21 febbraio 2021 e sostituito da Chris Finch.

## Statistiche

### Allenatore
| Stagione | Squadra            | Regular Season | Regular Season | Regular Season | Regular Season | Regular Season           | Post Season      |
| Stagione | Squadra            | V              | P              | % V            | G              | Posizione finale         | Post Season      |
| -------- | ------------------ | -------------- | -------------- | -------------- | -------------- | ------------------------ | ---------------- |
| 2018-19  | Minnesota T'wolves | 17             | 25             | 40,5           | 42             | 5º in Northwest Division | Manca i play-off |
| 2019-20  | Minnesota T'wolves | 19             | 45             | 29,7           | 64             | 5º in Northwest Division | Manca i play-off |
| 2020-21  | Minnesota T'wolves | 7              | 24             | 22,6           | 31             | -                        | -                |
|          | Carriera           | 43             | 94             | 31,4           | 137            |                          |                  |